# Профсоюзное движение в Болгарии
Профсоюзное движение в Болгарии — составная часть рабочего движения в Болгарии.

## История
Первые профсоюзы на территории Болгарского княжества возникли в конце XIX — начале XX вв. («Болгарское типографское общество» и др.). В это время рабочее движение развивалось изолированно от крестьянского движения.
В 1902 году в стране насчитывалось 32 профсоюза рабочих, которые строились в основном по цеховому принципу.
В 1903 году в стране имели место две забастовки.
После раскола Болгарской рабочей социал-демократической партии, в 1904 году был образован Всеобщий рабочий профсоюз, в состав которого вошли сторонники «тесных социалистов» — 53 профессионально-технических общества (объединявших 1500 человек). Сторонники «широких социалистов» создали Объединение свободных профсоюзов.
Под влиянием первой русской революции активность рабочих увеличилась, в 1904 году в стране было 12 забастовок, в 1905 году — 34 забастовки, в 1906—1910 годы — ещё 155 забастовок (крупнейшей из которых стала Перникская стачка 1906 года).
В 1910 году во Всеобщий рабочий союз входило 13 профсоюзов, объединявших 5460 человек.
6 сентября 1915 года были подписаны документы о присоединении Болгарии к блоку Центральных держав, в соответствии с которыми 8 (21) сентября 1915 года Болгария объявила мобилизацию (продолжавшуюся с 11 до 30 сентября 1915 года) и 15 октября 1915 года — вступила в Первую мировую войну. В ходе войны в вооружённые силы было мобилизовано почти 20 % от трудоспособного населения, в результате промышленное производство сократилось на 70 %, а посевные площади — на 30 %. В условиях экономического кризиса и дефицита продовольствия в 1918 году в Сливене и Плевене имели место стачки рабочих, а позднее — демонстрации протеста и голодные бунты.
Октябрьская революция 1917 года в России оказала значительное влияние на развитие рабочего и профсоюзного движения в Болгарии. Под руководством Болгарской коммунистической партии рабочие приняли участие в кампании «Руки прочь от Советской России!».
После подписания 29 сентября 1918 года Салоникских соглашений и выхода Болгарии из первой мировой войны экономическое положение в стране оставалось сложным. После массовых стачек, указом от 24 июня 1919 года был введён 8-часовой рабочий день.
В 1919 году во Всеобщий рабочий союз входило 18 профсоюзов, объединявших 30 061 человек.
В декабре 1919 года началась Всеобщая стачка железнодорожников и работников связи, которая продолжалась 55 дней, до января 1920 года. Кроме того, в декабре 1919 года под руководством болгарских коммунистов была проведена 7-дневная всеобщая политическая стачка.
В 1922 году во Всеобщий рабочий союз входило 19 профсоюзов, объединявших 34 678 человек.
После подавления крестьянского восстания в июне 1923 года и сентябрьского вооружённого восстания 1923 года правительство начало контрреформы, в начале 1924 года заработная плата рабочих была сокращена на 20-40 %, а 8-часовой рабочий день был отменён почти на всех предприятиях.
В 1925 году Всеобщий рабочий профсоюз был объявлен вне закона, однако в этом же году в стране были созданы независимые рабочие профсоюзы (поначалу действовавшие полулегально), но к середине 1926 года большинство ранее существовавших профсоюзов страны возобновило деятельность.
Начавшийся в 1929 году мировой экономический кризис осложнил положение в стране (количество безработных увеличилось со 150 тыс. человек в начале 1930 года до 200 тыс. человек в 1932 году) и привёл к активизации рабочего движения. В 1931 году имели место стачки текстильщиков в Ямболе, Сливене, Габрово, Варне, а в 1932 году и январе 1933 года — массовые демонстрации и стачки протеста в Софии, Хасково, Пловдиве и других городах.
После военного переворота 19 мая 1934 года профсоюзы были распущены. В 1935 году в стране был создан единый государственный Болгарский рабочий союз.
Во время второй мировой войны активисты рабочего и профсоюзного движения принимали участие в деятельности болгарского движения Сопротивления.
6 сентября 1944 года шахтёры Перника начали стачку, которая стала сигналом к началу всеобщей забастовки в стране. 9 сентября 1944 года власть перешла к правительству Отечественного фронта, которое разрешило создание новых профсоюзов, и в стране было создано свыше 30 отраслевых профсоюзов (железнодорожников, табачников, текстильщиков и др.).

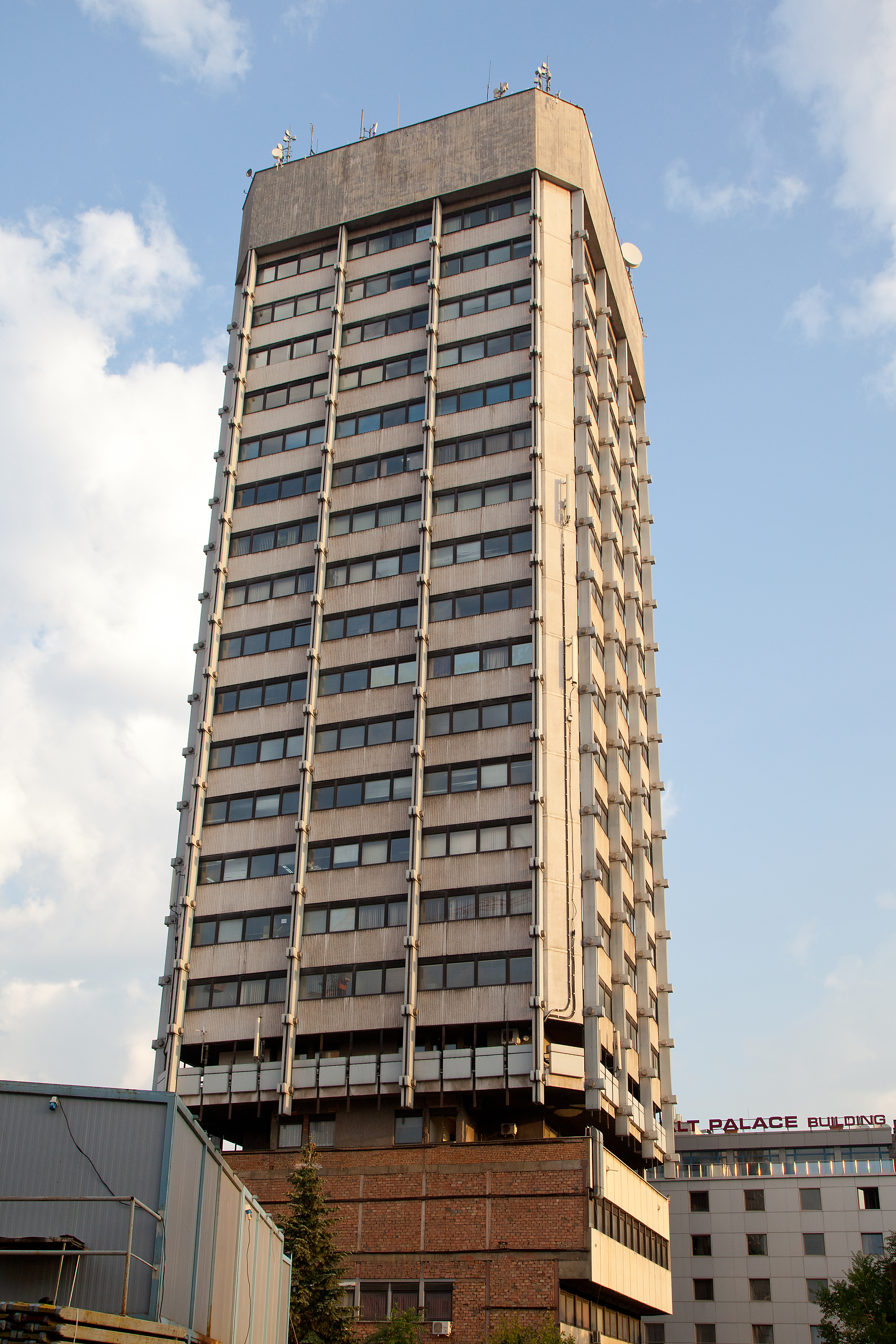
Здание штаб-квартиры КНСБ, София

В марте 1945 года был учреждён Общий рабочий профсоюз.
В 1950 году в состав Общего рабочего профсоюза входили 22 отраслевых профсоюза, объединявшие 894 тыс. человек (95 % всех рабочих в стране). После реорганизации в 1958 году Общий рабочий профсоюз получил новое название — Центральный совет профсоюзов (при котором было организовано издательство «Профиздат»). Официальными печатными изданиями Центрального совета профсоюзов являлись газета «Труд» и журнал «Болгарские профсоюзы».
В ноябре 1960 года в профсоюзах страны состояло 1583 тыс. человек.
На 1 июля 1970 года в профсоюзах страны состояло 2572,3 тыс. человек.
В целом, болгарские профсоюзы следовали политической и социальной политике коммунистической партии — как и во многих других странах Восточной Европы.
12 февраля 1990 года болгарские профсоюзы были реорганизованы в Конфедерацию независимых профсоюзов Болгарии (болг. Конфедерацията на независимите синдикати в България).
Из-за политической нестабильности в 2007 г. была проведена общенациональная забастовка учителей — крупнейшая за период социально-экономических преобразований
Во многих случаях действия КНСБ согласовываются и поддерживаются действиями другого болгарского объединения профсоюзов «Подкрепа»